# Esteban Mayorga
Esteban Mayorga (Quito, 1977) es un escritor y catedrático ecuatoriano.
Se mudó a los Estados Unidos para realizar una maestría y más tarde un doctorado en literatura latinoamericana en el Boston College. Durante su tiempo en el extranjero publicó varias de sus obras. La primera de ellas fue la colección de relatos Un cuento violento (2007), con la que ganó el Premio Joaquín Gallegos Lara en la categoría mejor libro de cuentos del año en su edición de 2008. Con su primera novela, titulada Vita Frunis, alcanzó el Premio de Novela Pablo Palacio en su edición de 2009. La obra fue publicada el año siguiente por el Ministerio de Cultura y Patrimonio.
Posteriormente ha publicado la colección de cuentos Musculosamente (2012), la novela Moscow, Idaho (2015) y el poemario Atar a la rata (2017).
Su libro Soplen vientos y a romper mejillas ganó el Premio Joaquín Gallegos Lara al mejor libro de cuentos ecuatoriano del año en su edición de 2021. Su siguiente obra, la novela Que el aliento sea pobre y el habla incapaz (2023), ganó una mención de honor en la edición de 2023 del mismo premio.

## Obras
Cuentos
- Un cuento violento (2007)
- Musculosamente (2012)
- Soplen vientos y a romper mejillas (2020)

Novelas
- Vita Frunis (2010)
- Moscow, Idaho (2015)
- Faribole (2018)[10]
- Que el aliento sea pobre y el habla incapaz (2023)

Poesía
- Atar a la rata (2017)